# Karl Richard Mehnert
Karl Richard Mehnert (* 19. Juni 1913 in Berlin; † 12. April 1996 ebenda) war ein deutscher Mineraloge und Petrologe.
Mehnert studierte an der Universität Leipzig und wurde dort 1938 promoviert (Die Meta-Konglomerate des Wiesenthaler Gneiszuges im sächsischen Erzgebirge). Er war Privatdozent an der Universität Freiburg im Breisgau und trat dem NS-Dozentenbund bei. Ab 1954 war er Professor für Mineralogie an der FU Berlin und Direktor des dortigen Mineralogischen Instituts.
Er ist insbesondere durch Arbeiten über Migmatite bekannt (über die er ein Standardwerk schrieb). Ende der 1930er Jahre erkannte er aus Feldforschung im Schwarzwald, dass die Migmatite anatektischen Ursprungs sind und Vorstufen der Granitbildung (wie auch etwa gleichzeitig Otto Heinrich Erdmannsdörffer und Rudolf Wager).
1961 wurde er in die Leopoldina aufgenommen. 1967 erhielt er die Hans-Stille-Medaille, 1976 die Abraham-Gottlob-Werner-Medaille.

## Schriften
- Migmatites and the origin of granitic rocks, Developments in Petrology, Band 1, Amsterdam, Elsevier 1968, 2. Auflage 1971
- mit Dieter Hoenes, Hans Schneiderhöhn Führer zu petrographisch-geologischen Exkursionen im Schwarzwald und Kaiserstuhl, Stuttgart, Schweizerbart 1949
- Über Plagioklas-Metablastesis im mittleren Schwarzwald, Neues Jahrbuch für Mineralogie, Geologie und Paläontologie, Abt. A, 1940, S. 47–65
- Petrographie und Abfolge der Granitisation im Schwarzwald, Teil 1–4, Neues Jahrbuch für Mineralogie, Abhandlungen, Band 85, 1953, S. 59–140, Band 90, S. 39–90, Band 98, S. 208–249, Band 99, 1963, S. 161–199
- mit W. Büsch The initial stages of migmatite formation, Neues Jahrbuch Mineralogie, Abhandlungen, Band 145, 1982, S. 211–238
- mit W. Büsch, G. Schneider Initial melting at grain boundaries, Teil 1, Neues Jahrbuch Mineralogie, Monatshefte, 1973, S. 165–183, Teil 2, Neues Jahrbuch für Mineralogie, Monatshefte, 1974, S. 345–370